# Yonne de Freitas Leite
Yonne de Freitas Leite (24 de maio de 1935 — 22 de dezembro de 2014) foi uma letróloga brasileira, atuante no campo da Linguística. Seu interesse principal foi o estudo e a descrição da língua falada pelo povo Tapirapé (MT), pertencente à família Tupi-Guarani.

## Vida
Graduou-se em Letras Neolatinas pela Universidade Federal do Rio de Janeiro (UFRJ) em 1957 e doutorou-se em Linguística pela Universidade do Texas em 1974. Foi professora adjunta IV da Universidade Federal do Rio de Janeiro de 1972 a 1992, quando se aposentou, e pesquisadora 1A do CNPq. Foi presidente da Associação Brasileira de Linguística (ABRALIN) no período 1979 - 1981 e da Associação Brasileira de Antropologia (ABA) no período 1998 - 2000. Foi considerada uma "criadora fundamental" para o estudo de línguas indígenas no Brasil; foi agraciada com a Medalha Roquette Pinto, a principal no campo da antropologia no Brasil, em 2003.
Em 1957, recém-formada em Letras Neolatinas pela Universidade Federal do Rio de Janeiro, Yonne Leite ainda não havia tido contato com a Linguística. Pois, embora essa disciplina fosse ministrada por Joaquim Mattoso Câmara Júnior (1904 - 1970) na Faculdade de Letras, não era disciplina obrigatória para a graduação em Neolatinas até 1963.
O primeiro contato com a linguística e com os estudos de línguas indígenas veio em um curso de verão na Universidade de Michigan (EUA), em 1968, quando, em um curso de introdução à Linguística, ministrado por Henry Hoenigswald (1915-2003), se deparou com dados da língua indígena: Maxakali. Língua do tronco Macro-Jê, falada pelo povo Maxakali que, atualmente, vive em pequenos terrenos delimitados no Vale do Jequitinhonha, nordeste de Minas Gerais.
Para surpresa de Yonne, essa língua era falada no Brasil. Conforme seu relato, até esse momento, acreditava que as línguas indígenas no Brasil estavam todas mortas e os índios não existiam mais, quando, por intermédio do professor Henry Hoenigswald e do doutorando Terrence Kaufman, estudante da língua Tzeltal (falada no México), descobre a diversidade de línguas indígenas ainda não estudadas. Com os olhos abertos para a diversidade linguística, Yonne volta ao Brasil.

## Realizações
A partir da indicação do antropólogo Roberto Cardoso de Oliveira (1928-2006), chega ao recém-criado Setor de Linguística do Departamento de Antropologia do Museu Nacional, coordenado por Joaquim Mattoso Câmara Junior, onde embarca nos estudos de línguas indígenas. Ainda em 1968, Yonne se preparava para seu primeiro trabalho de campo na aldeia dos Tapirapés, no estado do Mato Grosso. Tinha a grande tarefa de iniciar os estudos da fonética, da fonêmica e da sintaxe da língua falada pelos tapirapés, devido à escassez debibliografia sobre esta língua. Yonne sabia somente que a língua era da família Tupi-Guarani.
Nos estudos da língua tapirapé, Yonne trouxe grandes avanços no conhecimento dos aspectos fonológicos, morfofonológicos e morfossintáticos desta língua. No aspecto fonológico, observou, por exemplo: (i) a presença de cinco fonemas vocálicos orais, a saber: /a/,/e/, /i/, /ɨ/ e /o/; (ii) a presença de cinco fonemas vocálicos nasais, a saber: /ã/,/ẽ/,/ĩ/,/ɨ̃/ e /õ/; e (iii)a presença de doze fonemas consonantais, a saber: /p/, /t/,/k/, /kʷ/,/ʔ/,/m/, /n/,/ŋ/,/r/,/h/,/w/ e /y/. A linguista observou também a alternância das consoantes finais de raízes nominais e verbais diante de alguns sufixos, como, por exemplo, o de nominalização (-ã) e o de negação (-i). No aspecto morfossintático, analisou, por exemplo, as construções causativas e a ocorrência dos clíticos  referenciais de pessoa.
Diante de alguns impasses na análise das vogais nasais do Tapirapé, Yonne recebe de presente o livro Current issues in linguistics theory de Noam Chomsky. A nova proposta ali apresentada resolveria esses impasses, de acordo com a linguista, de forma elegante e econômica.
Em 1970, influenciada pelas novas ideias, Yonne viaja, como bolsista da Fundação Ford, para seu doutorado em Linguística na Universidade do Texas (EUA). Yonne foi uma das primeiras mulheres do Brasil a concluir um doutorado em uma universidade do exterior.  Orientada por Robert Hams, sua pesquisa tinha como tema a acentuação e a formação de plural na Língua Portuguesa, sob o olhar  da Fonética Gerativa. De volta ao Brasil, Yonne exerce grande influência na criação das pesquisas cientificas em línguas indígenas brasileiras.
Em 1976, recebeu a medalha Oscar Nobiling - Honra ao Mérito Linguístico e Filológico da Sociedade Brasileira de Língua e Literatura e, no período de 1979 - 1981, presidiu a Associação Brasileira de Linguística. Ainda que os estudos linguísticos indígenas fossem o foco de suas pesquisas, Yonne manteve um diálogo estreito com a antropologia. Essa relação fez com que, no período de 1998 - 2000, fosse eleita presidente da Associação Brasileira de Antropologia. Em 2002, recebeu a Comenda da Ordem Nacional do Mérito Científico da Presidência da República. Em 2010, Yonne doou o seu acervo audiovisual, fruto de 40 anos de pesquisa da lingua Tapirapé, ao Programa de Documentação de Línguas e Culturas Indígenas(PROGDOC) do Museu do Índio - FUNAI/ Unesco.
Ao longo de sua carreira, Yonne se dedicou ao estudo linguístico da Língua Portuguesa e à descrição e análise das línguas indígenas Tapirapé e Araweté, ambas da família Tupi. Seu trajeto acadêmico conta com a sua participação em aproximadamente 70 bancas de defesa, a orientação de 10 mestres e 2 doutores, a publicação de cinco livros; assim como, uma grande produção de artigos, capítulos de livros, cursos e palestras.

## Escritos
- Iniciação a fonética e a fonologia, 10 ed. 2005. Rio de Janeiro, Jorge Zahar. Com Dinah Callou
- Origens da linguagem, 2004. Rio de Janeiro, Jorge Zahar. Com Bruna Franchetto
- Como falam os brasileiros, 2006. Rio de Janeiro, Jorge Zahar. Com Dinah Callou